# Polustanok
Polustanok (Полустанок) è un film del 1963 diretto da Boris Vasil'evič Barnet.